# 키시 유타
키시 유타(일본어: 岸 優太, 1995년 9월 29일 ~ )는 일본의 배우이며, Number_i의 멤버이다.
사이타마현 출신. TOBE 소속.

## 내력
- 2009년 7월 20일, 쟈니스 사무소에 입소.

- 2015년 1월, 《오빠, 가챠》로 연속 드라마 첫 주연을 맡는다[1]. 6월 5일, 《TV 아사히·롯폰기 힐스 여름 축제 SUMMER STATION》의 응원 서포터로서 결성되는 기간 한정 유닛 〈Mr.King vs Mr.Prince〉의 멤버로 선택된다[2]. 8월 20일, 《가무샤라! 서머 스테이션》의 〈Mr.King vs Mr.Prince〉 공연에서, 기간 한정 유닛이 아니라 유닛을 계속하는 것을 발표.

2018년
- 1월 17일, King & Prince라는 이름으로 CD데뷔 발표
- 5월 23일, 데뷔 싱글 〈シンデレラガール〉 발매

2023년
- 5월 22일 King & Prince를 탈퇴를 하고 가을에 쟈니즈 사무소를 퇴소예정이다.

## 출연

### 드라마
- 가면 티처 (2013년 7월 6일 ~ 9월 28일, 닛폰 TV) - 시시마루 역, 키쿠치 후마와 쿄모토 타이가와 출현
- 근거리 연애~Season Zero~ (2014년 7월 19일 ~ 10월 11일, 닛폰 TV) - 아유카와 카나타 역
- 오빠, 가챠 (2015년 1월 10일 ~ 3월 28일, 닛폰 TV) - 주연·토이 역
- 쿠로사키 군의 말대로는 되지 않아 (2015년 12월 22일 ~ 23일, 닛폰 TV) - 카지 유스케 역, 나카지마 켄토와 같이 출현

### 영화
- 극장판 가면 티처 (2014년 2월 22일, 쇼게이트) - 시시마루 역, 키쿠치 후마와 쿄모토 타이가와 출현
- 쿠로사키 군의 말대로는 되지 않아 (2016년 2월 27일, 쇼게이트) - 카지 유스케 역, 나카지마 켄토와 같이 출현
- 니세코이: 거짓 사랑 - 마이코 슈역, 나카지마 켄토와 같이 출현

### 버라이어티
- 더 소년구락부
- 양양JUMP
- 스쿨 혁명
- Johnny's Jr. Land
- 타키CHANNEL
- 가무샤라!
- 가무샤라 J's party!
- 한밤중의 프린스

### CM
- Johnny's Jr. Land
- 톤가리콘

### 무대
- 신춘 타키자와 혁명 (2011년 1월 1일 ~ 27일, 제국 극장)
- 타키자와 가부키 (2011년 4월 8일 ~ 5월 8일, 닛세이 극장)
- 소년들 (2011년 9월 5일 ~ 29일, 닛세이 극장)
- 제극 Johnnys Imperial Theatre Special 〈Kis-My-Ft2 with 쟈니즈 Jr.〉 (2011년 9월 27 ~ 29일, 제국 극장)
- JOHNNYS' WORLD (2012년 11월 10일 ~ 1월 27일, 제국 극장)
- 2013 Endless SHOCK (2013년 2월 4일 ~ 3월 31일, 제국 극장/4월 8일 ~ 30일, 하카타좌/9월 2일 ~ 29일, 우메다 예술 극장) - 유타 역
- JOHNNYS' 2020 WORLD（2013년 12월 7일 ~ 1월 27일, 제국 극장)
- 2014 Endless SHOCK (2014년 2월 4일 ~ 3월 31일, 제국 극장) - 유타 역
- 2015 Endless SHOCK (2015년 2월 3일 ~ 3월 31일, 제국 극장) - 유타 역

### 콘서트
- Hey! Say! 서머 콘서트 '09 JUMP 천국 (2009년)
- 여름방학 쟈니즈 Jr. 전원 집합 (2009년 8월 18일, 도쿄 국제 포럼)
- Hey! Say! JUMP in TOKYO DOME (2009년 9월 13일, 도쿄 돔)
- 연말 YOUNG 동서 가합전! 동서 Jr. 선발 대집합 2010! (2010년 11월 26일 ~ 27일, NHK 홀)
- Hey! Say! 2010 TEN JUMP (2010년 4월 2일 ~ 4일, 국립 요요기 경기장 제1체육관 / 5월 2일 ~ 5일, 요코하마 아레나)
- SUMMARY 2010 (2010년 7월 19일 ~ 8월 29일, JCB홀)
- 모두 크리에에 와 크리에! 2011 A.B.C-Z 쟈니즈 jr（2011년 4월 29일 ~ 5월 29일, EX 시어터 롯폰기)
- SUMMARY 2011 (2011년 8월 7일 ~ 9월 11일, JCB홀)
- Kis-My-Ft2 Debut Tour 2011 Everybody Go (2011년)
- Hey! Say! JUMP 안녕 여름방학! SUMMARY 스페셜 (2011년 9월 18일, 쿄세라 돔 오사카 / 9월 24일 ~ 25일, 도쿄 돔)
- A.B.C-Z 2011 First Concert in 요요기 (2011년 11월 6일, 국립 요요기 경기장)
- Sexy Zone First Concert 2012 (2012년 2월 11일 ~ 12일, 도쿄 국제 포럼 / 2월 18일 ~ 19일, 우메다 예술 극장)
- Sexy Zone 아레나 콘서트 2012 (2012년 3월 29일 ~ 30일, 요코하마 아레나 / 2012년 4월 1일, 오사카 성 홀)
- 쟈니즈 긴자 You의 앞에는 Me가 있다! A.B.C-Z with 쟈니즈 Jr. (2012년 5월 18일 ~ 20일, EX 시어터 롯폰기)
- Johnny's Dome Theatre ~SUMMARY2012~ (2012년 8월 11일 ~ 9월 2일, 도쿄돔 시티 홀)
- 타키&츠바사 10주년 콘서트 in 도쿄 돔 (2012년 9월 8일 ~ 9일, 도쿄 돔)
- 프레시 쟈니즈 Jr. IN 요코하마 아레나 (2012년 12월 16일, 요코하마 아레나)
- Sexy Zone 신춘 아레나 콘서트 2013 (2013년)
- Live House 쟈니즈 긴자 2013 - Sexy Boyz (2013년 5월 1일 ~ 2일·8일 ~ 9일·15일 ~ 16일·29일 ~ 30일, EX 시어터 롯폰기)
- Sexy Zone Spring Concert 2013 (2013년 5월 4일 ~ 6일, 요코하마 아레나)
- 2013-2014 쟈니즈 카운트다운 콘서트 (2013년 12월 31일, 도쿄 돔)
- 가무샤라 J's party! vol.3 (2014년 4월 16일 ~ 17일, EX 시어터 롯폰기)
- Live House 쟈니즈 긴자 2014 - Sexy Boys (2014년 4월 28일 ~ 5월 1일·30일, EX 시어터 롯폰기)
- Sexy Zone Concert Tour Sexy Second (2014년 5월 3일 ~ 6일, 요코하마 아레나)
- Sexy Zone Summer Concert 2014 (2014년 7월 23일 ~ 25일, 사이타마 슈퍼 아레나)
- 사토 쇼리 솔로 콘서트 (2014년 7월 29일·8월 11일, EX 시어터 롯폰기)
- 가무샤라 J's Party!! Vol.6 (2014년 12월 17일 ~ 18일, EX 시어터 롯폰기)
- Live House 쟈니즈 긴자 2015 (2015년 4월 24일 ~ 26일, 5월 30일 ~ 6월 1일, 시어터 크리에)
- 가무샤라! 서머 스테이션 (2015년 7월 23일 ~ 8월 19일, EX 시어터 롯폰기)

Summer Paradise 2016『#Honey♡Butterfly』（2016년 8월 3일 ~ 5일, 23일 ~ 25일, 도쿄 돔 시티 홀)-나카지마 켄토의 솔로콘서트